# 默欽山脈

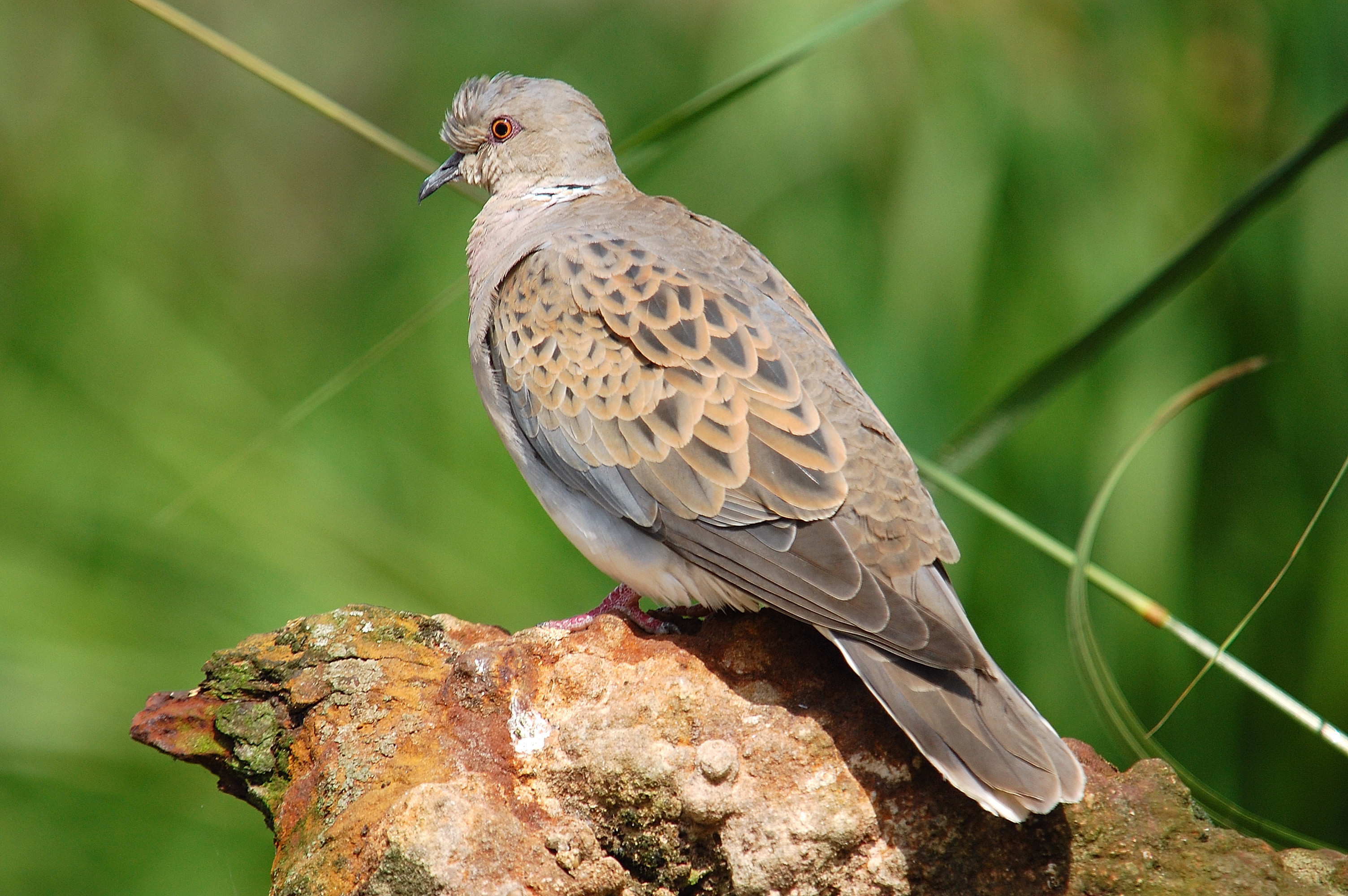

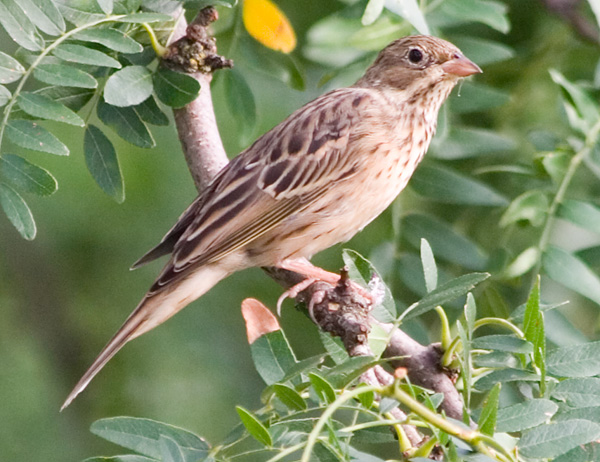

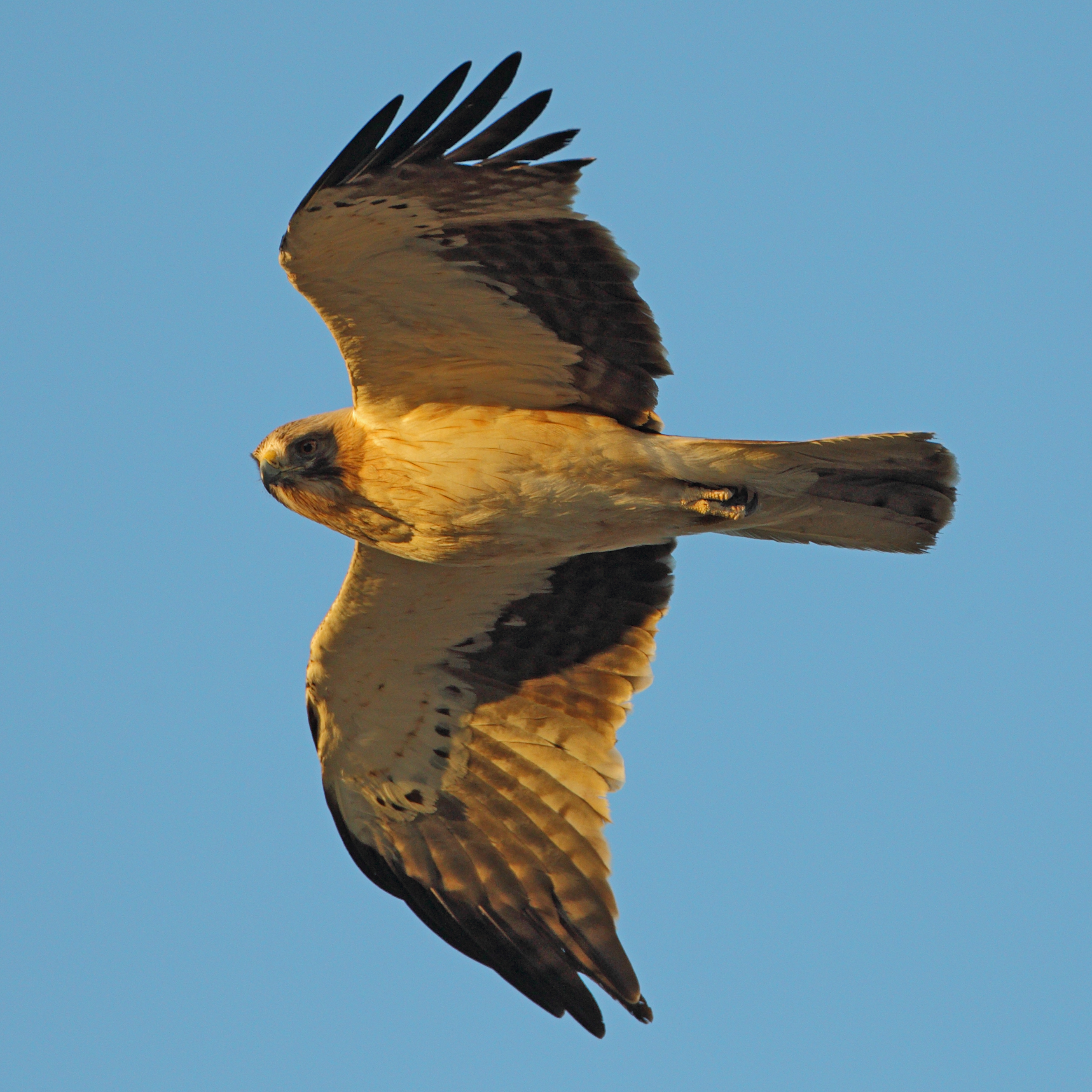

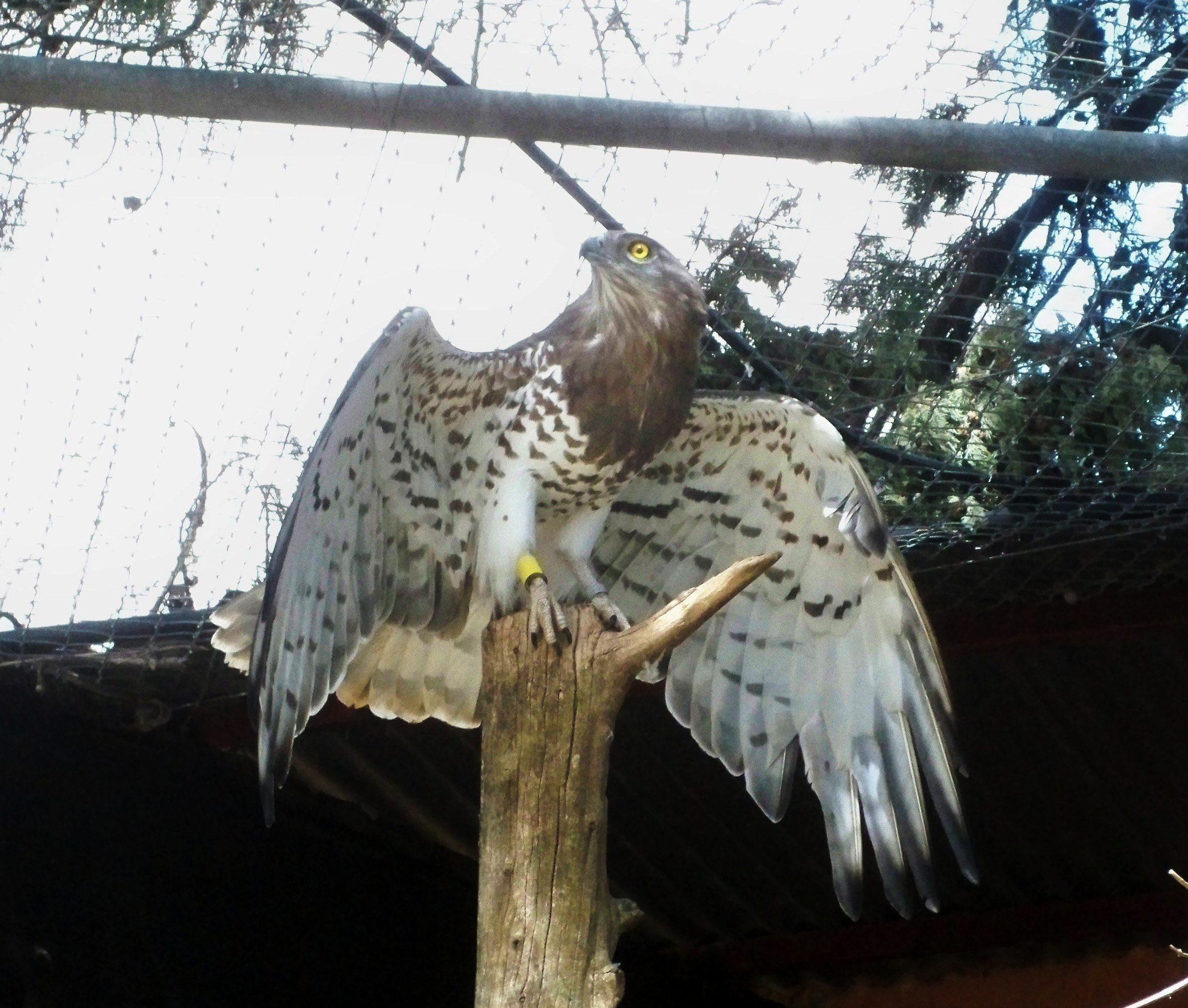

默欽山脈是羅馬尼亞的山脈，位於該國東南部，由圖爾恰縣負責管轄，最高點海拔高度467米，每年平均降雨量400至500毫米，山體在石炭紀和二疊紀時期形成。
45°12′36″N 28°21′21″E / 45.21000°N 28.35583°E